# 金程
金程（かなほど）は、神奈川県川崎市麻生区の地名。現行行政地名は金程1丁目から金程4丁目。住居表示実施済区域。

## 地理
北は向原、東は千代ケ丘、南は万福寺、西は東京都稲城市平尾に接する。

### 地価
住宅地の地価は、2025年（令和7年）1月1日の公示地価によれば、金程1丁目17-14の地点で23万4000円/m²
、金程4丁目11-17の地点で20万6000円/m²となっている。

## 歴史

### 沿革
- 江戸時代の金程村（旗本椿井氏知行）に由来する。
- 1889年（明治22年）4月1日 - 町村制の施行により、生田村が成立。橘樹郡生田村大字金程となる。
- 1938年（昭和13年）10月1日 - 川崎市に編入。川崎市金程となる。
- 1972年（昭和47年）4月1日 - 川崎市が政令指定都市の制定に伴い、多摩区が新設。川崎市多摩区金程となる。
- 1982年（昭和57年）7月1日 - 多摩区から麻生区が分区し、川崎市麻生区金程となる。
- 1987年（昭和62年）8月2日 - 住居表示の実施に伴い、金程を廃し、また、細山の一部から編入し、金程1丁目から金程4丁目を新設[5][8]。

### 町名の変遷
| 実施後    | 実施年月日               | 実施前（各町名ともその一部）                     |
| --------- | ------------------------ | ------------------------------------------------ |
| 金程1丁目 | 1987年（昭和62年）8月2日 | 字夕木、前田（各一部）                           |
| 金程2丁目 | 1987年（昭和62年）8月2日 | 字夕木、前田、西平（各一部）                     |
| 金程3丁目 | 1987年（昭和62年）8月2日 | 字西平、後谷、細山字向原（各一部）               |
| 金程4丁目 | 1987年（昭和62年）8月2日 | 字前田、西平、後谷、細山字向原、西久保（各一部） |

## 世帯数と人口
2025年（令和7年）6月30日現在（川崎市発表）の世帯数と人口は以下の通りである。
| 丁目      | 世帯数    | 人口    |
| --------- | --------- | ------- |
| 金程1丁目 | 802世帯   | 1,615人 |
| 金程2丁目 | 326世帯   | 768人   |
| 金程3丁目 | 289世帯   | 700人   |
| 金程4丁目 | 397世帯   | 928人   |
| 計        | 1,814世帯 | 4,011人 |

### 人口の変遷
国勢調査による人口の推移。
| 年                 | 人口  |
| ------------------ | ----- |
| 1995年（平成7年）  | 3,397 |
| 2000年（平成12年） | 3,915 |
| 2005年（平成17年） | 3,919 |
| 2010年（平成22年） | 3,976 |
| 2015年（平成27年） | 4,002 |
| 2020年（令和2年）  | 4,094 |

### 世帯数の変遷
国勢調査による世帯数の推移。
| 年                 | 世帯数 |
| ------------------ | ------ |
| 1995年（平成7年）  | 1,177  |
| 2000年（平成12年） | 1,452  |
| 2005年（平成17年） | 1,442  |
| 2010年（平成22年） | 1,508  |
| 2015年（平成27年） | 1,582  |
| 2020年（令和2年）  | 1,683  |

## 学区
市立小・中学校に通う場合、学区は以下の通りとなる（2021年12月時点）。
| 丁目      | 番・番地等 | 小学校             | 中学校             |
| --------- | ---------- | ------------------ | ------------------ |
| 金程1丁目 | 全域       | 川崎市立金程小学校 | 川崎市立金程中学校 |
| 金程2丁目 | 全域       | 川崎市立金程小学校 | 川崎市立金程中学校 |
| 金程3丁目 | 全域       | 川崎市立金程小学校 | 川崎市立金程中学校 |
| 金程4丁目 | 全域       | 川崎市立金程小学校 | 川崎市立金程中学校 |

## 事業所
2021年（令和3年）現在の経済センサス調査による事業所数と従業員数は以下の通りである。
| 丁目      | 事業所数 | 従業員数 |
| --------- | -------- | -------- |
| 金程1丁目 | 25事業所 | 130人    |
| 金程2丁目 | 10事業所 | 86人     |
| 金程3丁目 | 10事業所 | 130人    |
| 金程4丁目 | 15事業所 | 95人     |
| 計        | 60事業所 | 441人    |

### 事業者数の変遷
経済センサスによる事業所数の推移。
| 年                 | 事業者数 |
| ------------------ | -------- |
| 2016年（平成28年） | 56       |
| 2021年（令和3年）  | 60       |

### 従業員数の変遷
経済センサスによる従業員数の推移。
| 年                 | 従業員数 |
| ------------------ | -------- |
| 2016年（平成28年） | 309      |
| 2021年（令和3年）  | 441      |

## 施設
- 神奈川県立麻生高等学校
- 川崎市立金程中学校
- 川崎市立金程小学校
- 金程会館（金程町会）

## その他

### 日本郵便
- 郵便番号 : 215-0006[3]（集配局：麻生郵便局[19]）

### 警察
町内の警察の管轄区域は以下の通りである。
| 丁目      | 番・番地等 | 警察署     | 交番・駐在所 |
| --------- | ---------- | ---------- | ------------ |
| 金程1丁目 | 全域       | 麻生警察署 | 細山交番     |
| 金程2丁目 | 全域       | 麻生警察署 | 細山交番     |
| 金程3丁目 | 全域       | 麻生警察署 | 細山交番     |
| 金程4丁目 | 全域       | 麻生警察署 | 細山交番     |

## 関連文献
- 「金程村」『新編武蔵風土記稿』 巻ノ59橘樹郡ノ2、内務省地理局、1884年6月。NDLJP:763983/42。